# Liste des espèces végétales protégées en Alsace
La liste des espèces protégées en Alsace est une liste officielle définie par le gouvernement français, recensant les espèces végétales qui sont protégées sur le territoire de la région Alsace, en complément de celles qui sont déjà protégées sur le territoire métropolitain. Elle a été publiée dans un arrêté du 28 juin 1993.
- Adonis aestivalis L., Adonis d’été
- Adonis flammea Jacq., Adonis flamme

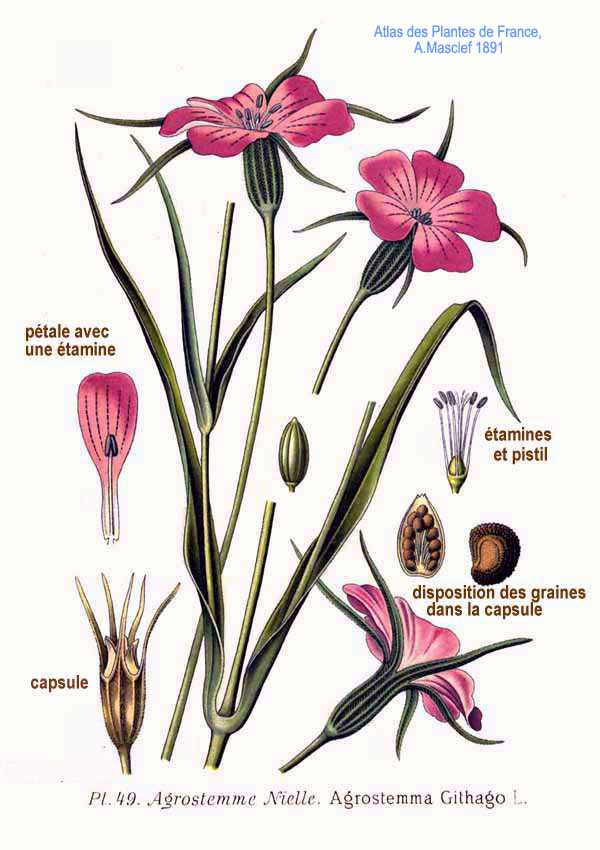
Nielle des blés (Agrostemma githago)

- Agrostemma githago L., Nielle des blés
- Alchemilla alpigena Gandoger, Alchémille plissée
- Alchemilla flabellata Buser, Alchémille en éventail
- Allium angulosum L., Ail anguleux
- Allium carinatum L., Ail caréné
- Allium lusitanicum Lam., Ail des montagnes
- Allium suaveolens Jacq., Ail odorant
- Alopecurus rendlei Eig, Vulpin de Rendle
- Alyssum montanum L., Alysson des montagnes
- Anacamptis coriophora (L.) Bateman & Al., Orchis Punaise
- Anacamptis palustris (L.) Bateman & Al., Orchis des marais
- Anemone narcissifolia L., Anémone à fleurs de Narcisse
- Anthriscus sylvestris (L.) Hoffm. subsp. alpina (Villars) Gremli, Cerfeuil des prés
- Arabis auriculata Lam., Arabette dressée
- Arabis pauciflora (Grimm) Garcke, Arabette faux Chou
- Artemisia alba Turra, Armoise blanche
- Asperula arvensis L., Aspérule des champs
- Asperula tinctoria L., Aspérule des teinturiers
- Asplenium obovatum Viv. subsp. billotii (F.W.Schultz) O.Bolòs et al., Asplénium de Billot
- Astragalus cicer L., Astragale Pois chiche
- Astragalus danicus Retz., Astragale du Danemark
- Athamanta cretensis L., Athamante de Crête
- Biscutella laevigata L., Lunetière lisse
- Blackstonia perfoliata (L.) Huds., Chlore perfoliée
- Bombycilaena erecta (L.) Smoljan., Micrope dressé
- Botrychium lunaria (L.) Sw., Botryche lunaire
- Bromus secalinus L., Brome faux Seigle
- Bupleurum longifolium L., Buplèvre à longues feuilles
- Butomus umbellatus L., Butome en ombelle
- Calamagrostis canescens (Weber) Roth, Calamagrostis blanchâtre
- Calamagrostis pseudophragmites (Haller f.) Koeler, Calamagrostis faux Roseau
- Calamagrostis purpurea (Trin.) Trin. subsp. phragmitoides (Hartman) Tzvelev, Calamagrostis pourpre
- Campanula baumgartenii Becker, Campanule de Baumgarten
- Campanula cochleariifolia Lam., Campanule à feuilles de Cranson
- Campanula latifolia L., Campanule à larges feuilles
- Cardamine pratensis L. subsp. paludosa (Knaf) Celak, Cardamine des marais

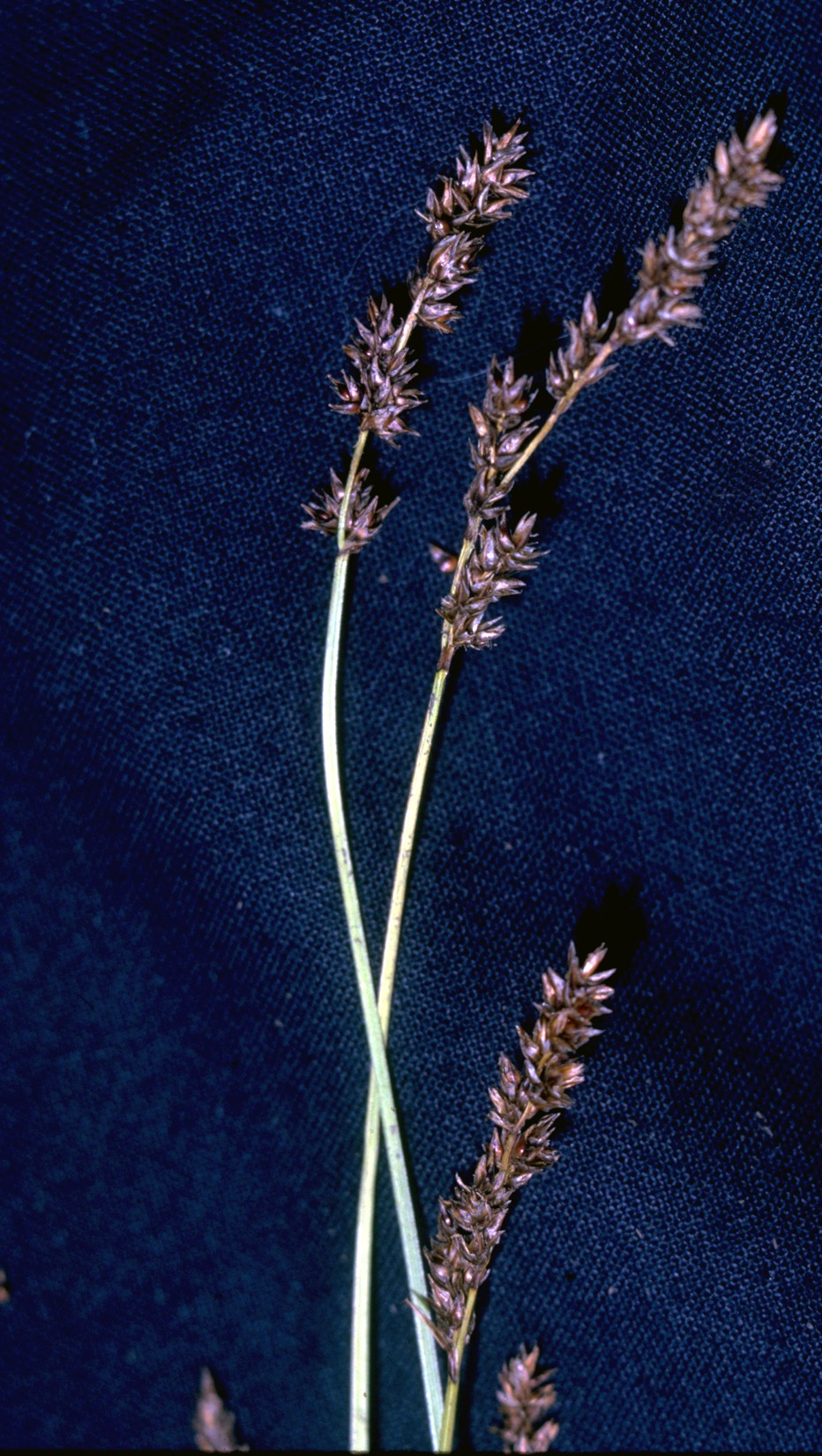
Laîche à tige arrondie (Carex diandra)

- Carex bohemica Schreb., Laîche de Bohème
- Carex cespitosa L., Laîche cespiteuse
- Carex davalliana Sm., Laîche de Davall
- Carex depauperata Curtis ex With., Laîche appauvrie
- Carex diandra Schrank, Laîche à tige arrondie
- Carex dioica L., Laîche dioïque
- Carex frigida All., Laîche des régions froides
- Carex halleriana Asso, Laîche de Haller
- Carex hartmanii Cajander, Laîche de Hartman
- Carex lasiocarpa Ehrh., Laîche à utricules velus
- Carex pseudocyperus L., Laîche faux souchet
- Carlina acaulis L., Carline sans tige
- Carlina vulgaris L. subsp. longifolia Nyman, Carline de Bieberstein
- Carum verticillatum (L.) W.D.J.Koch, Cumin verticillé
- Caucalis platycarpos L., Caucalis à fruits larges
- Centaurea alpestris Hegetschw., Centaurée des Alpes
- Centunculus minimus L., Mouron nain
- Cerastium dubium (Bastard) Guépin, Céraiste douteux
- Chaerophyllum bulbosum L., Chérophylle bulbeux
- Chimaphila umbellata (L.) W.P.C.Barton, Chimaphile ombellée
- Cicuta virosa L., Ciguë aquatique
- Cladium mariscus (L.) Pohl, Marisque
- Corallorhiza trifida Châtel., Racine de corail
- Coronilla vaginalis Lam., Coronille engainante
- Corydalis intermedia (L.) Mérat, Corydale intermédiaire
- Cotoneaster tomentosus Lindl., Cotonéaster tomenteux
- Crepis praemorsa (L.) Walther, Crépide rongée
- Crepis pyrenaica (L.) Greuter, Crépide des Pyrénées
- Crocus vernus (L.) Hill, Crocus de Naples
- Crocus vernus (L.) Hill subsp. albiflorus (Kit.) Ces., Crocus blanc
- Dactylorhiza fuchsii (Druce) Soò, Orchis de Fuchs
- Dactylorhiza incarnata (L.) Soó, Orchis incarnat
- Dactylorhiza latifolia (L.) Baumann& Künkele, Orchis à odeur de Sureau
- Dactylorhiza traunsteineri (Saut. ex Rchb.) Soó, Orchis de Traunsteiner
- Dictamnus albus L., Fraxinelle
- Doronicum pardalianches L., Doronic à feuilles cordées
- Draba aizoides L., Drave aïzoon
- Draba muralis L., Drave des murailles
- Dryopteris remota (A.Braun ex Döll) Druce, Dryoptéris espacé
- Elatine alsinastrum L., Élatine verticillée
- Elatine hexandra (Lapierre) DC., Élatine à six étamines
- Elatine hydropiper L., Élatine Poivre d’eau
- Elatine triandra Schkuhr, Élatine à trois étamines
- Eleocharis quinqueflora (Hartman) O.Schwarz, Héléocharis à cinq fleurs
- Epilobium duriaei J.Gay ex Godr., Épilobe de Durieu
- Epilobium nutans F.W.Schmidt, Épilobe penché
- Epipactis leptochila (Godfery) Godfery, Épipactis à labelle étroit
- Epipactis microphylla (Ehrh.) Sw., Épipactis à petites feuilles
- Epipactis muelleri Godfery, Épipactis de Müller
- Epipactis palustris (L.) Crantz, Épipactis des marais
- Equisetum trachyodon A.Braun, Prêle à dents rudes
- Eriophorum vaginatum L., Linaigrette engainante
- Euphorbia falcata L., Euphorbe en faux
- Euphorbia palustris L., Euphorbe des marais
- Euphorbia seguieriana Neck., Euphorbe de Séguier
- Euphrasia salisburgensis Funck, Euphraise de Salzbourg
- Festuca duvalii (St-Yves) Stohr, Fétuque de Duval
- Festuca marginata (Hack.) K.Richt. subsp. gallica (Hack. ex Charrel) Breist., Fétuque de France
- Festuca valesiaca Schleich. ex Gaudin, Fétuque du Valais
- Fumana procumbens (Dunal) Gren. & Godr., Fumana couché

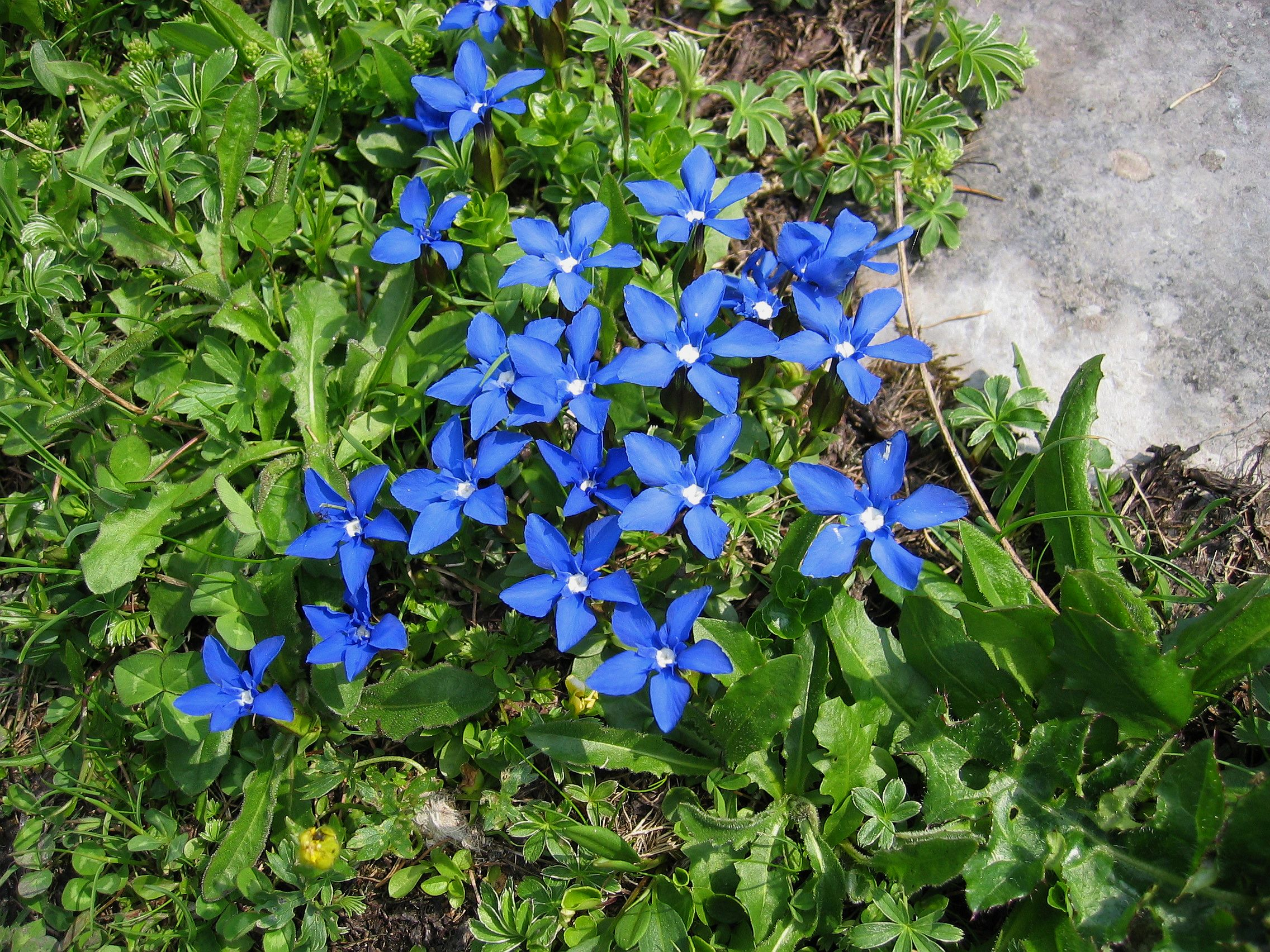
Gentiane de printemps (Gentiana verna)

- Gentiana cruciata L., Gentiane Croisette
- Gentiana pneumonanthe L., Gentiane pneumonanthe
- Gentiana verna L., Gentiane de printemps
- Gentianella germanica (Willd.) Börner, Gentiane d’Allemagne
- Gentianopsis ciliata (L.) Ma (syn. Gentianella ciliata (L.) Borkh.), Gentiane ciliée
- Geranium lucidum L., Géranium luisant
- Geranium palustre L., Géranium des marais
- Gymnadenia odoratissima (L.) Rich., Gymnadénie odorante
- Herminium monorchis (L.) R.Br., Orchis Musc
- Hieracium alpinum L., Épervière des Alpes
- Hieracium aurantiacum L., Épervière orangée
- Hieracium humile Jacq., Épervière peu élevée
- Hieracium racemosum Waldst. & Kit. ex Willd., Épervière en grappe
- Hieracium vogesiacum (Kirschl.) Moug. ex Fr., Épervière des Vosges
- Hordeum secalinum Schreb., Orge faux Seigle
- Hornungia petraea (L.) Rchb., Hutchinsie des pierriers
- Hottonia palustris L., Hottonie des marais
- Huperzia selago (L.) Bernh. ex Schrank & Mart., Lycopode Sélagine
- Hydrocharis morsus-ranae L., Morène
- Hypericum desetangsii Lamotte, Millepertuis des étangs
- Hypochaeris maculata L., Porcelle tachetée
- Inula britannica L., Inule britannique
- Inula hirta L., Inule hérissée
- Juncus alpinoarticulatus Chaix, Jonc des Alpes
- Juncus tenageia Ehrh. ex L.f., Jonc des marais
- Kadenia dubia (Schkuhr) Lavrova & V.N.Tikhom., Sélin veiné
- Koeleria vallesiana (Honck.) Gaudin, Koelérie du Valais
- Lathyrus palustris L., Gesse des marais
- Leersia oryzoides (L.) Sw., Léersie faux Riz
- Legousia hybrida (L.) Delarbre, Legousie hybride
- Limosella aquatica L., Limoselle aquatique
- Linum austriacum L., Lin d’Autriche
- Listera cordata (L.) R.Br., Listère en cœur
- Ludwigia palustris (L.) Elliott, Ludwigie des marais
- Lythrum hyssopifolia L., Lythrum à feuilles d’Hysope
- Melica transsilvanica Schur, Mélique de Transsylvanie
- Minuartia hybrida (Vill.) Schischk., Minuartie hybride
- Noccaea montana (L.) F.K.Mey., Tabouret des montagnes
- Nonea erecta Bernh., Nonnée sombre

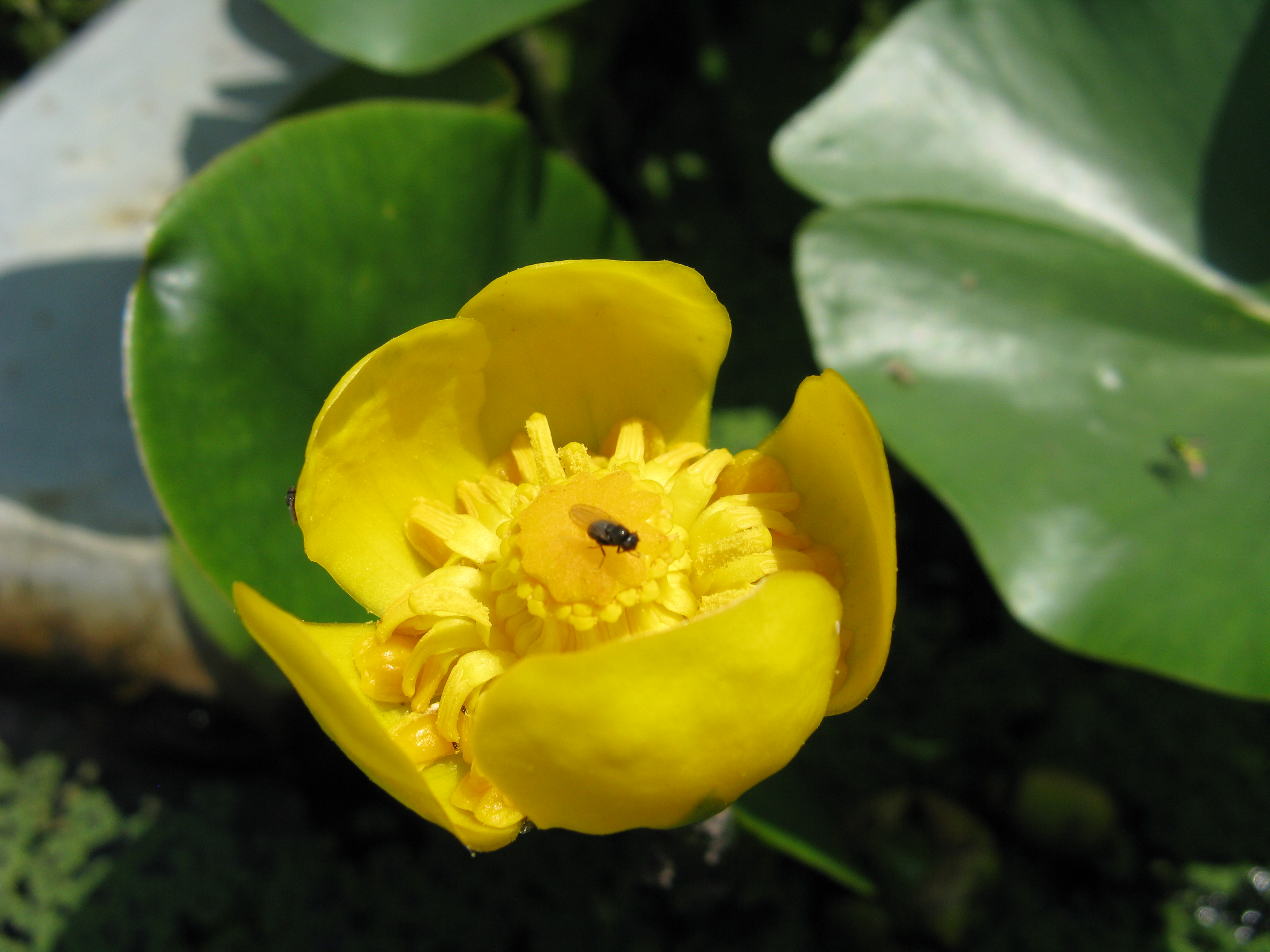
Nénuphar nain (Nuphar pumila)

- Nuphar pumila (Timm) DC., Nénuphar nain
- Nymphoides peltata (S.G.Gmel.) Kuntze, Petit Nénuphar
- Odontites luteus (L.) Clairv., Minuartie hybride
- Oenanthe fluviatilis (Bab.) Coleman, Œnanthe des rivières
- Oenanthe lachenalii C.C.Gmel., Œnanthe de Lachenal, Plaine d’Alsace
- Oenanthe peucedanifolia Pollich, Œnanthe à feuilles de Peucédan
- Ophioglossum vulgatum L., Ophioglosse vulgaire
- Ophrys apifera Huds., Ophrys Abeille
- Ophrys aranifera Huds., Ophrys araignée précoce,
- Ophrys fuciflora (F.W.Schmidt) Moench subsp. elatior Gumbrecht, Ophrys élevée
- Orchis pallens L., Orchis pâle
- Ornithogalum nutans L., Ornithogale penché
- Ornithogalum pyrenaicum L., Ornithogale des Pyrénées
- Orobanche arenaria Borkh., Orobanche des sables
- Osmunda regalis L., Osmonde royale
- Parnassia palustris L., Parnassie des marais
- Pedicularis foliosa L., Pédiculaire des marais
- Peucedanum officinale L., Peucédan officinal
- Phyteuma orbiculare L., Raiponce orbiculaire
- Pinguicula vulgaris L., Grassette commune
- Polygala calcarea F.W.Schulz, Polygale des sols calcaires
- Polystichum setiferum (Forsk.) T.Moore ex Woyn., Polystich à dents sétacées
- Potamogeton acutifolius Link, Potamot à feuilles aiguës
- Potamogeton alpinus Balb., Potamot des Alpes
- Potamogeton coloratus Hornem., Potamot coloré
- Potamogeton gramineus L., Potamot à feuilles de Graminée
- Potamogeton helveticus (G.Fisch.) E.Baumann, Potamot de Suisse
- Potamogeton polygonifolius' Pourr., Potamot à feuilles de Renouée
- Potamogeton trichoides Cham. & Schltr., Potamot capillaire
- Potamogeton zizii W.D.J.Koch ex Roth, Potamot de Ziz
- Potentilla alba L., Potentille blanche
- Potentilla crantzii (Crantz) Beck ex Fritsch, Potentille de Crantz
- Potentilla pusilla Host, Petite Potentille
- Pulsatilla alpina (L.) Delarbre, Pulsatille des Alpes

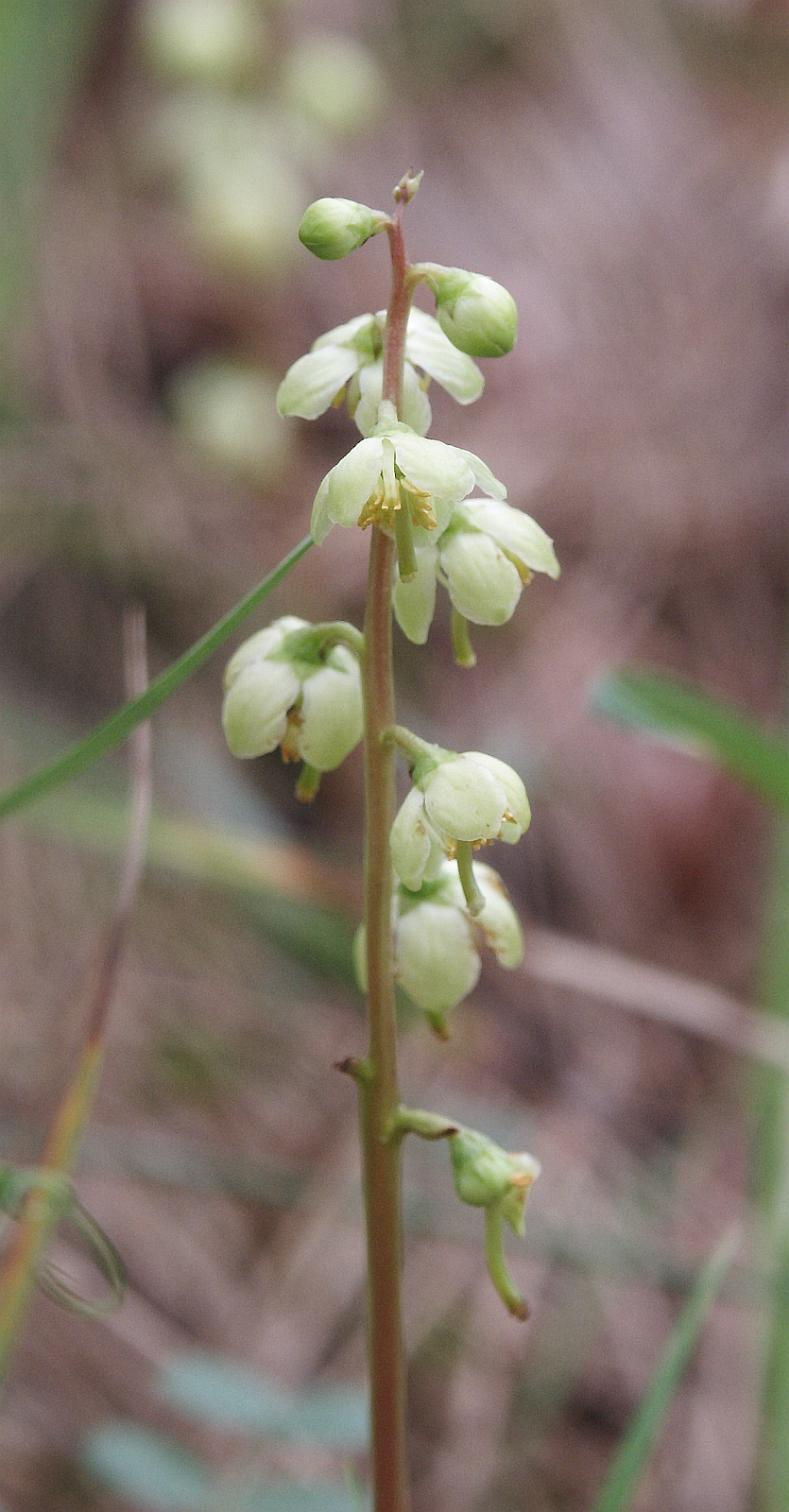
Pirole verdâtre (Pyrola chlorantha)

- Pyrola chlorantha Sw., Pirole verdâtre, Plaine d’Alsace
- Pyrola media Sw., Pirole intermédiaire
- Radiola linoides Roth, Radiole faux Lin
- Ranunculus hederaceus L., Renoncule Lierre
- Ranunculus rionii Lagger, Renoncule de Rion
- Rhamnus alpina L., Nerprun des Alpes
- Rhodiola rosea L., Orpin rose
- Rosa stylosa Desv., Rosier à styles soudés
- Rosa trachyphylla Rau, Rosier de Jundzill
- Rosa villosa L., Rosier Pommier
- Salix bicolor Willd., Saule à deux couleurs
- Salvia glutinosa L., Sauge glutineuse
- Saxifraga rosacea Moench, Saxifrage rose
- Scabiosa columbaria L. subsp. pratensis (Jord.) Braun-Blanq., Scabieuse Colombaire
- Scabiosa lucida Vill., Scabieuse luisante
- Schoenoplectus mucronatus (L.) Palla, Scirpe mucroné
- Schoenoplectus triqueter (L.) Palla, Scirpe à trois angles
- Schoenus nigricans L., Choin noirâtre
- Sclerochloa dura (L.) P.Beauv., Schlérochloa ferme
- Scrophularia vernalis L., Scrofulaire de printemps
- Sedum alpestre Vill., Orpin des Alpes
- Sedum cepaea L., Orpin pourpier
- Sedum dasyphyllum L., Orpin à feuilles épaisses
- Sedum villosum L., Orpin velu
- Senecio erraticus Bertol., Séneçon erratique
- Senecio paludosus L., Séneçon des marais
- Sibbaldia procumbens L., Sibbaldie couchée
- Silene otites (L.) Wibel, Sélin à oreillettes
- Sparganium minimum Wallr., Rubanier nain
- Spergula pentandra L., Spargoute à cinq étamines
- Spergularia segetalis (L.) G.Don, Spergulaire des moissons
- Spiranthes spiralis (L.) Chevall., Spiranthe d’automne
- Staphylea pinnata L., Staphylier
- Stellaria palustris Retz., Spargoute à cinq étamines
- Stipa pennata L., Stipe pennée
- Streptopus amplexifolius (L.) DC., Streptope à feuilles embrassantes
- Tephroseris helenitis (L.) B.Nord., Séneçon à feuilles spatulées
- Teucrium scordium L., Germandrée d’eau
- Thalictrum aquilegiifolium L., Pigamon à feuilles d’Ancolie
- Thalictrum minus L. subsp. saxatile Ces., Pigamon des rochers
- Thalictrum simplex L., Pigamon simple
- Thelypteris palustris Schott, Thélyptéris des marais
- Thymus praecox Opiz, Thym précoce
- Trapa natans L., Châtaigne d’eau
- Traunsteinera globosa (L.) Rchb., Orchis globuleux
- Trifolium spadiceum L., Trèfle marron
- Triglochin palustre L., Troscart des marais

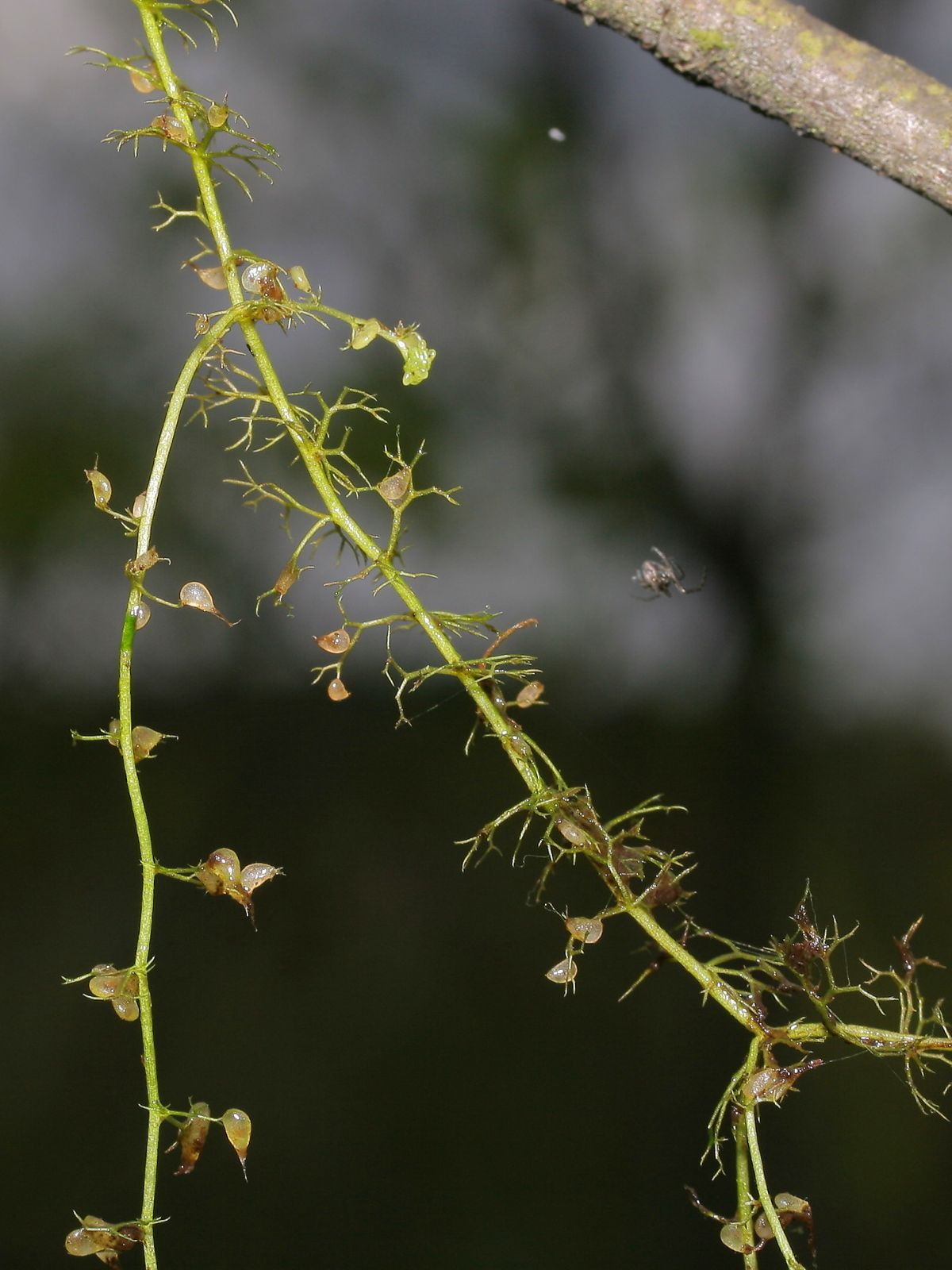
Petite utriculaire (Utricularia minor)

- Utricularia australis R.Br., Utriculaire négligée
- Utricularia bremii Heer ex Köll., Utriculaire de Bremi
- Utricularia intermedia Hayne, Utriculaire intermédiaire
- Utricularia minor L., Petite utriculaire
- Utricularia vulgaris L., Utriculaire vulgaire
- Valeriana officinalis L., Grande valériane
- Valeriana pratensis Dierb., Valériane des prés
- Veratrum album L. subsp. lobelianum (Bernh.) K.Richt.
- Veronica dillenii Crantz, Véronique de Dillenius
- Veronica longifolia L., Véronique à longues feuilles
- Veronica prostrata L., Véronique couchée
- Veronica spicata L., Véronique en épi
- Vicia dumetorum L., Vesce des buissons
- Vicia pisiformis L., Vesce des buissons.
- Viola canina L. subsp. montana (L.) Hartman, Violette des collines
- Viola canina L. subsp. schultzii (Billot) Döll, Violette des collinesSchreb., Violette à feuilles de Pêcher
- Viola pumila Chaix, Violette naine
- Viola rupestris F.W.Schmidt, Violette des rochers
- Viola pluricaulis Borbás, Violette multicaule
- Vitis vinifera subsp. sylvestris (C.C.Gmel.) Hegi, Vigne sauvage
- Wahlenbergia hederacea (L.) Rchb., Campanille à feuilles de Lierre